# Daniel N. Seel
Daniel N. Seel (* 11. November 1970 in Saarbrücken) ist ein deutscher Pianist, Komponist, Theologe und Evangelischer Gemeindepfarrer.

## Vita
Seel studierte zunächst als Vorschüler mit Hauptfach Klavier, sodann von 1989 bis 1998 als ordentlicher Student an der Staatlichen Hochschule für Musik in Karlsruhe, als Stipendiat der Studienstiftung des Deutschen Volkes an der Seoul National University in Seoul (Südkorea) und als Meisterschüler an der Hochschule der Künste in Berlin Klavier, Komposition, Musiktheorie und Traditionelle Koreanische Musik (u. a. bei Günter Reinhold, Wolfgang Rihm, Walter Zimmermann und Sukhi Kang) und war von 1998 bis 2014 als freischaffender Pianist und Komponist tätig.
Von 1999 bis 2000 organisierte Seel eine von Pro Helvetia und der Ernst-von-Siemens-Kulturstiftung geförderte Konzert- und Lesereihe in Berlin und Saarbrücken mit Neuer Musik und Schweizer Literatur. Von 2003 bis 2004 unterrichtete er das Hauptfach Komposition und das Nebenfach Partiturspiel an der Seoul National University, der Sangmyung University und der Sungshin Women’s University in Seoul. 2004 zeichnete Seel mit Matthias R. Entreß für die Konzeption und Künstlerische Leitung des Festivals und der Konzerttournee „urban + aboriginal XVI: alte und neue musik aus korea“ mit über 30 Veranstaltungen in Berlin, Utrecht, Amsterdam, Hamburg, Frankfurt und Leipzig verantwortlich.
Im Herbst 2009 begann Seel ein Studium an der Evangelisch Theologischen Fakultät der Johannes Gutenberg-Universität in Mainz, das er 2014 mit Diplom und dem I. Theologischen Examen abschloss. Nach dem Vikariat in Zweibrücken-Mitte und dem II. Theologischen Examen wurde Daniel Seel zum 1. März 2017 von der Evangelischen Kirche der Pfalz (Protestantische Landeskirche) als Gemeindepfarrer in die Klosterstadt Hornbach berufen.

## Preise und Stipendien (Auswahl)
Stipendien u. a. der Studienstiftung des Deutschen Volkes, der Heinrich-Strobel-Stiftung des Südwestfunks, der Akademie der Künste Berlin und der Cité Internationale des Arts Paris. Preise u. a. des Yvar-Mikhashoff-Trust for New Music (Buffalo, New York), der Ernst-von-Siemens-Stiftung und der International Stefan Wolpe Society (New York).

## Werke (Auswahl)
- Klavier-stücke (1988/90/92/94)
- Nacht-stücke (1988–1991) für Klavier
- Streichquartett (1991)
- EVE (1991) for piano
- HANNAH (1991/92) for recorder
- Slap-sticks (1991/92) für 4 Orchestergruppen mit Lautsprechern
- Skordaturen (seit 1992)

I. Gitarre (20.V.1992)
II. Violoncello (1992–1994)
III. Gayageum, Cembalo, Laute, (Barock)cello und/oder Harfe (seit 2002)
IV. 12 Kontrabässe und Solo-Kontrabass (1993/94)
- I MU GI (1992) für wandelnde Holzbläser und Schlagzeuger
- anti (1992/93) für sopran, kleine flöte, kleine klarinette, sopranino-saxophon, trompete, tuba, 3 schlagzeuger, tonband (und live-elektronik)
- Herangang (1993–1995)

I. für Klavier
II. für computergesteuerten Konzertflügel oder player piano
- Bläserquintett „Vom Äußersten“ (1993/94)

I. Orakel (tibetanisch)
II. vomitones
III. Klangbandwurm
IV. 67 Dauern
- Kakosymphonie (1993, rev.1996) Konzert für Orchester
- Walk-men(1993–1995) für 5 agierende Instrumentalisten
- Deutschland (seit 1994) Oper
- Fetische (seit 1996)

I für Flöte und Klavier (1996) (Der Anlass ist immer das Zufällige)
II für Klavier, Violoncello und Schlagzeug (seit 1996) (Memories/Melodies)
III für Violine und Klavier (2005/2006)
- 60 Minute Waltzes (seit 1997)

1st book 19 Minute Waltzes for trombone
2nd book 10 Minute Waltzes for violin
3rd book Minute Waltz for player piano
- Strohhalme (1998/99) für Flöte (piccolo und Altflöte)
- Hotei (1999) für Klavier
- Auf den Tag. Töne zu Texten von Felix Philipp Ingold

a. Version für Sprecher, Flöte, Violine, Posaune und Schlagzeug (1999/2000)
b. Version für Sprecher, Violine, Violoncello, Schlagzeug und konkrete Instrumente (1999–2002)
- curves and circles (2001) für Akkordeon, Posaune und Violoncello

I. für Akkordeon und Violoncello
II. für Akkordeon und Posaune
III. für Posaune und Violoncello
IV. für Akkordeon, Posaune und Violoncello
- existenz – transcendenz (2001) für 4 Schlagzeuger
- Budai (2002) für Klavier
- Requiem (2003) für Akkordeon, E-Bass und Tonband
- Konzert (2004) für Klavier und Kammerorchester
- Doppelkonzert (2005) für Posaune, Saxophon und 10 Soloinstrumente mit Live-Elektronik
- frammenti mitici (2007) für Klavier solo
- Dunkle Freiheit (2007) „Erotik des Kontrasts“ (mit Lichtzwang) für Oboe, Saxophon, Viola und Horn
- 2. Streichquartett (2007)
- „Casanova“ (2008) Duo für Violine und Violoncello zu Gedichten von Monica Burger
- KIVA/Batelan (2009) Graphische Musik zu 2 Bildern von Karl Otto Götz für Gitarre und Violoncello
- Palimpseste und Parodien (2010) 7 Lieder nach Liedern von Hugo Wolf
- rug (2011) for 2 strings and keyboard (Klaviertrio)
- kleingeschriebenes (2011) 5 lieder nach gedichten von stefan george und rainer maria rilke
- Idyll (2011) für Orchester
- Sextett (2012) für Klarinette, Streichquartett und Klavier
- 3 Hölderlin-Gesänge (2012) für Gesang und Klavier
- … civitatem sed futuram inquirimus (2013) für Orchester
- 2 Celan-Gesänge (2013) für Gesang und Klavier
- osario (2013) für Klavier
- canon (2014) für Streichorchester
- 5 Wunderhorn-Gesänge (2014) für Gesang und Klavier
- Sonate (2015) für Bratsche und Klavier
- 5 Benn-Gesänge (2015) für Stimme mit Begleitstimme
- 2 Chamisso-Gesänge (2016) für Stimme und Begleitung
- Kanon (2016) für (bis zu) 4 Stimmen
- 3 Mann-Gesänge (2017) für Sprechstimme und Begleitung (Texte nach Thomas Mann von Daniel Seel)
- 7 Schiller-Gesänge (2018) für Stimmen(n) mit Begleitung
- Brahms on the rocks (2019) (Dramolett mit Texten aus einem Text von Gustav Ophüls) für Klavier (mit 2 Sprechern)
- Gerichtstag Spruch (2020) für 2 Stimmen und Klavier nach einem Text von Franz Werfel
- Das Kraeuterbuch des Hieronymus Bock (2021) für Sopran, Tenor und Klavier
- eruptiv (2021) für Kammerorchester (für Wolfgang Rihm zum Geburtstag)
- Manual (2022) für Orgel
- Kleines Requiem (2022) für Stimme und Klavier (nach einem Gedicht von Franz Werfel)
- (Schlechter) Charakter Stück (2023) für Violoncello solo
- Rêve pour l´hiver (2023) pour deux voix (nach einem Gedicht von Arthur Rimbaud)

## Diskografie (Auswahl)
- Four Generations – (hat[now]ART 139) mit Werken von Stefan Wolpe, Morton Feldman, Walter Zimmermann und Daniel N. Seel (Nachtstücke), Daniel N. Seel, Klavier